# Partia Socjalistyczna (Tadżykistan)
Partia Socjalistyczna (tadż. Ҳизби Сотсиалистӣи Тоҷикистон/Hizbi Sotsialistīi Tojikston) – partia polityczna w Tadżykistanie. W ostatnich wyborach parlamentarnych w 2005 roku partia nie przekroczyła progu zaporowego i nie dostała się do parlamentu.